# 平成21年7月中国・九州北部豪雨
平成21年7月中国・九州北部豪雨（へいせいにじゅういちねんしちがつちゅうごく・きゅうしゅうほくぶごうう）とは、2009年（平成21年）7月19日から7月26日にかけて、日本の中国地方から九州北部（正確には九州中部地域）にかけての地域を中心に襲った集中豪雨である。名称については、2009年（平成21年）7月27日に気象庁が正式に命名した 。
この豪雨に伴い、各地で水害および、土砂災害が発生している。

## 概要
7月19日から26日にかけて梅雨前線の活動が活発化し、中国地方や九州北部で1953年（昭和28年）6月に発生した昭和28年西日本水害の降水量に匹敵する記録的な大雨を観測した。
豪雨は、山口県・福岡県・長崎県において1時間に80 mmを超える猛烈な雨となったほか、福岡県と長崎県においては、7月24日、5か所の観測地点で1時間の降水量が100 mmを超える降水量を記録。福岡市博多区（福岡空港）では19時25分までの1時間に116.0 mmの雨を観測する。そのほか各地でも1時間・24時間の降水量が各地の観測史上最多となる記録的な大雨となった。
また、7月19日から26日までの8日間に大分県日田市で702 mmの降水量を記録したほか、福岡県と山口県を中心に広い範囲で平年同期比700 %以上の降水量となった。
2009年8月25日、政府は、本豪雨を含む6月9日から8月2日にかけての豪雨に伴う農地災害に対して政令に基づく激甚災害に指定することを閣議決定した。

## 原因
気象庁によると、太平洋東側において7年ぶりに6月から発生したとみられるエルニーニョ現象によって地球全体の6・7月の平均海面水温が平年よりいずれも約0.3度高く、観測史上最高を記録、太平洋西側の大気の対流活動を不活発にしていた。
それが日本付近への太平洋高気圧の張り出しを弱めることになり、梅雨前線の停滞を招き、対馬海峡付近において南方からの暖かく湿った空気が「湿舌（しつぜつ）」の現象を発生。「テーパリングクラウド」（にんじん雲）と呼ばれる積乱雲が次々と放射状に発達することによって集中的な大雨をもたらしたものと分析されている。湿舌については暖湿流を参照のこと。

## 被害
消防庁によると、10月26日19時30分現在、鳥取・広島・山口・福岡・佐賀・長崎の各県で合わせて死者31名・負傷者55名となっている。また、家屋の浸水や崖崩れなどの被害は中国・九州地方を中心に関東・東北地方にも及んでいる。そのほかにも、大分において川に転落、流されて1名亡くなっている。上記の県での住宅被害が全壊45棟・半壊86棟・一部破損120棟・床上浸水2180棟・床下浸水9229棟・崖くずれ1430か所となり、そのほか13府県においても負傷者2名・全壊3棟・半壊11棟・一部破損74棟・床上浸水11棟・床下浸水326棟・崖くずれ235か所の被害が発生している。

### 山口県
県内では合計17名の死者が生じている。

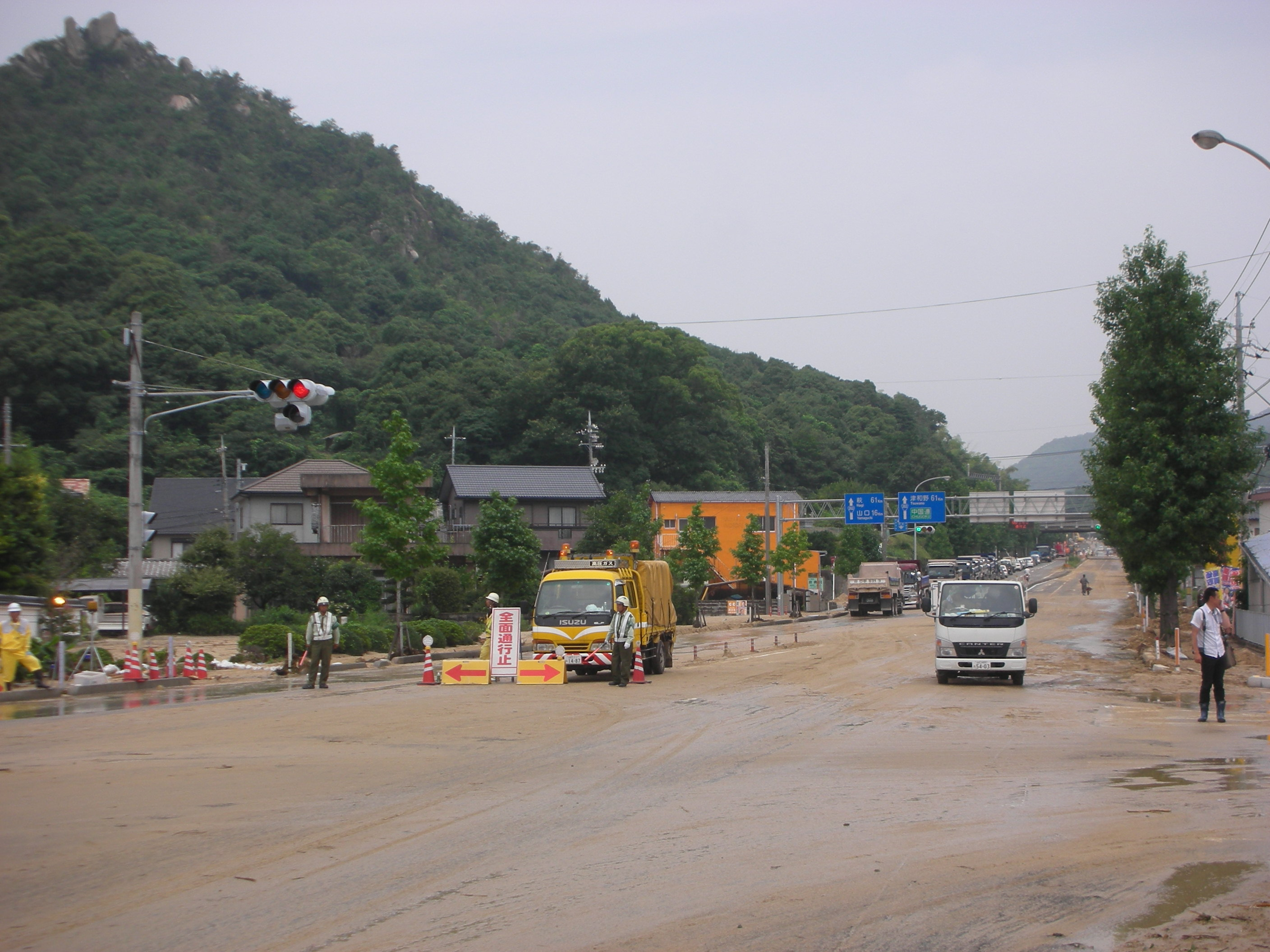
通行止めになった国道262号
防府市（下右田）

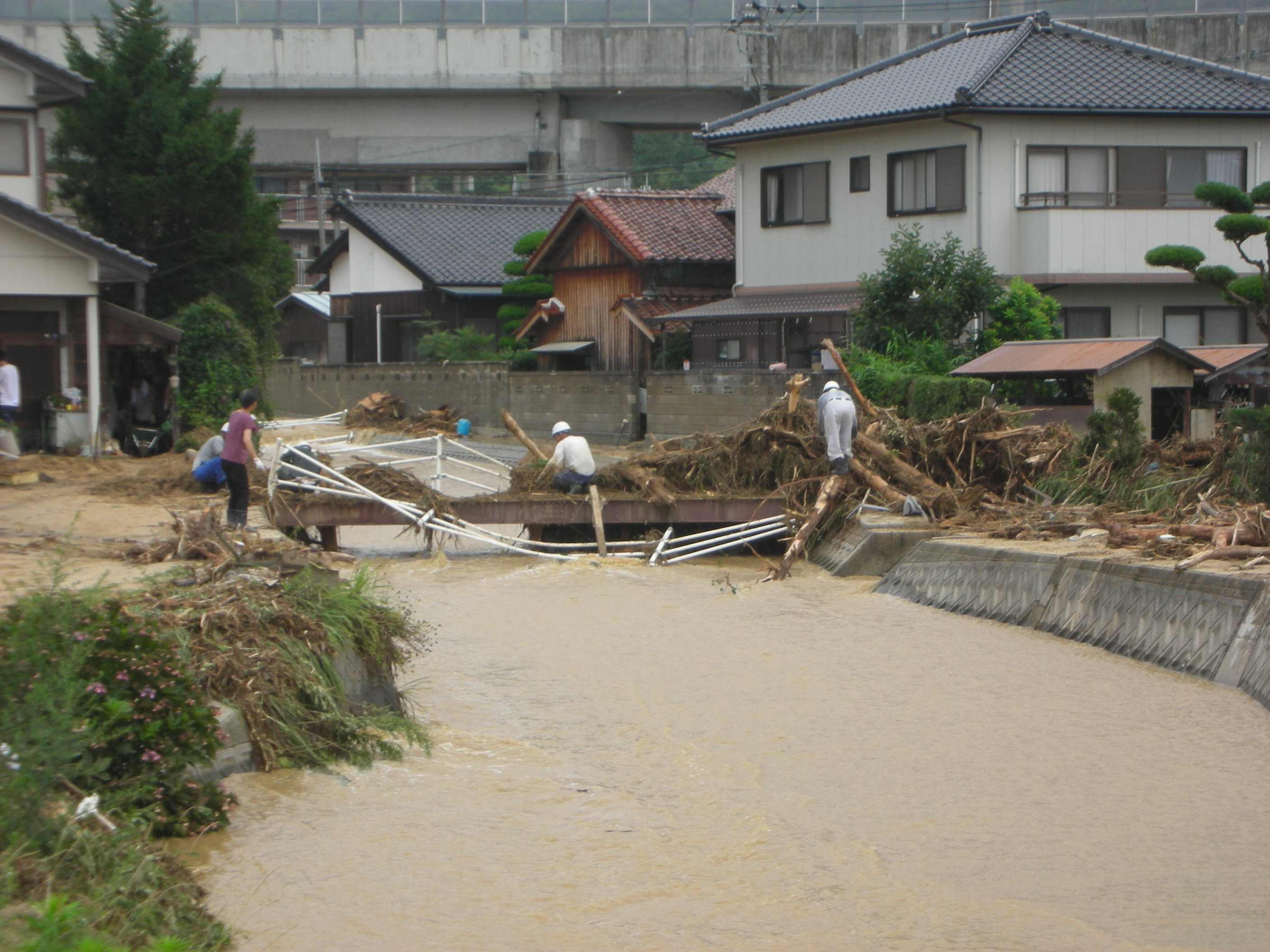
土石流により氾濫した剣川
（防府市下右田 7月22日）

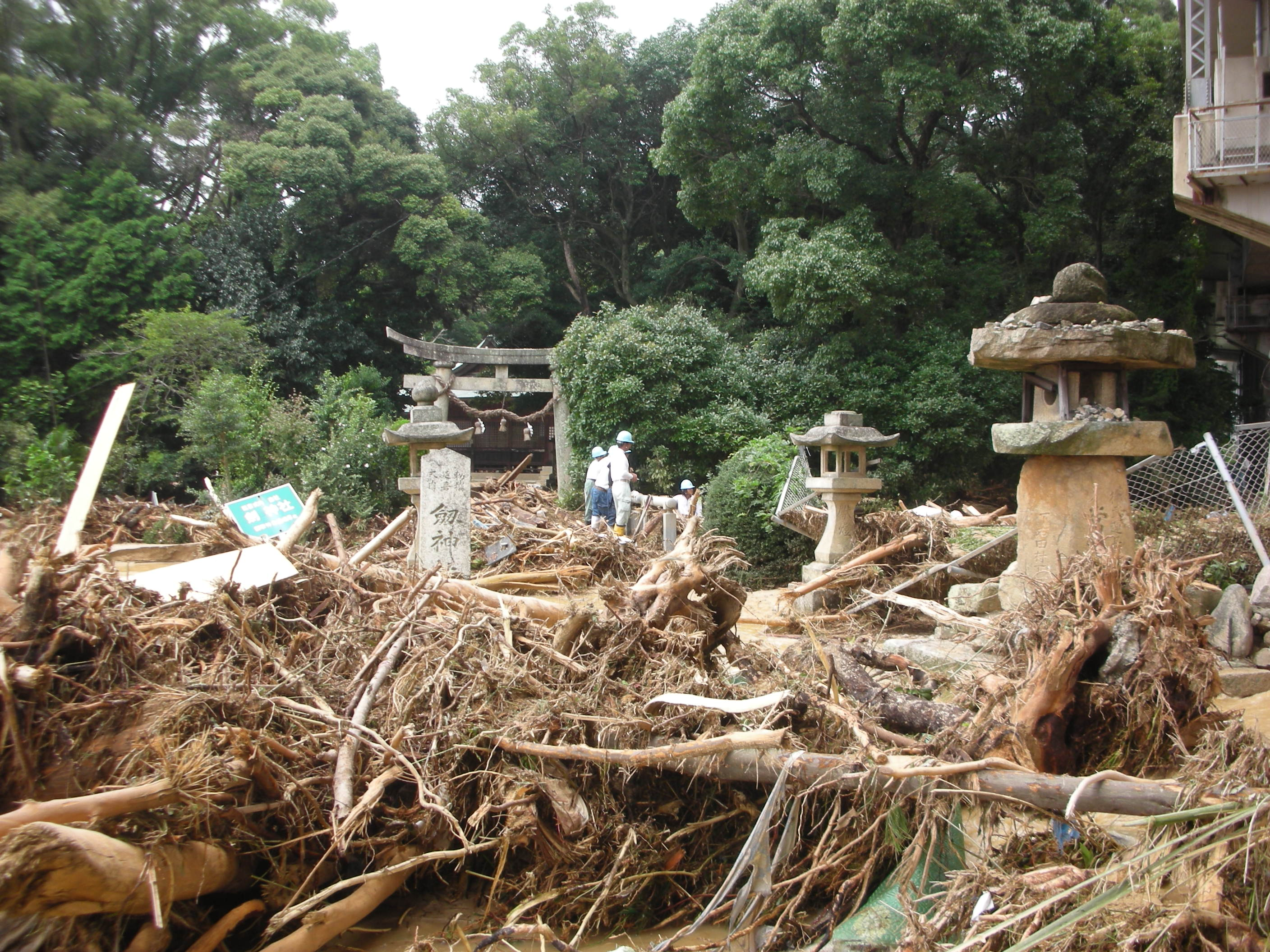
土石流により被害を受けた劔神社（防府市下右田 7月22日）

7月21日に1時間72.5ミリメートル、日雨量275ミリメートルといういずれも通年での観測史上最多の時間雨量を記録した防府市を中心に県内各地で土砂災害が発生、住宅などの浸水・土石流被害やライフラインの寸断などの被害が見られた。防府市真尾（まなお）の特別養護老人ホーム裏では21日正午頃、大規模な土石流が発生。施設の1階部分が土砂に埋まり、食事を終えた入所者7名が生き埋めとなって死亡した 。また、同じ防府市真尾別の箇所でも土石流が発生して3名が犠牲になったほか、防府市下右田の国道262号付近でもほぼ同時期に大規模な鉄砲水による土石流が発生、付近の住民や国道を通行していた車両に乗っていた人など3名が犠牲となった。このほかでも土砂災害による被害や河川の増水による被害などで道路の通行が困難になり、食料品の調達が困難になった地域もあった。
また、山口市の山間部にある下小鯖棯畑（しもおさば・うつぎはた）地区につながる3本の道路が、一時全て7月23日まで通行止めとなったために車の乗り入れが制限され、孤立状態となった同地区内の74世帯208人に対して避難指示がだされる事態となった。さらに、山口市の水源である朝田浄水場がそばを流れる椹野川の増水などにより機器の故障が発生。大内地区においては水道管の破損もあり、7月21日から数日にわたって最も多いときには市内の3万5377世帯が断水する事態となった。これによって、市内においては入浴支援が行われ、湯田温泉や宮野温泉などの入浴料が割引、または、無料開放されたりした。県内では、ほかに、防府市の阿弥陀寺や毛利氏庭園など県内全域で文化財の土砂災害による被害も報告されている。また、田畑が冠水したことにより農作物関連で少なくとも約34億円の損害が生じている。

### 福岡県
福岡県内では7月24日から26日にかけて激しい集中豪雨に見舞われ、篠栗町では土砂崩れによって家屋が倒壊、2名が犠牲となった（このうち今回の豪雨で最後の行方不明者であった1名は11日後になり、自宅から約30メートル離れた場所で、豪雨によって出来た川べりの土砂の中から発見された。）。また、大野城市の九州自動車道・須恵PA - 太宰府IC間77.6KP付近の法面上部の山が崩落し、走行中の自動車が防護壁のコンクリート片混じりの土砂にのみ込まれ、自動車に乗っていた夫婦2名が生き埋めになって死亡するなど、県内全域では10名が死亡する人的被害が生じた。
また、福岡市中心部では多々良川、御笠川、那珂川、樋井川、室見川などが増水し、洪水のおそれがあるとして1万世帯あまりに避難勧告が出たほか、福岡空港でも滑走路・誘導路・駐機場が冠水して着陸後の飛行機が駐機スポットに入れず、誘導路上で長時間待機しなければならなくなり、機内に乗客が一時閉じ込められる騒ぎもあった。
那珂川上流にある南畑ダム（那珂川町）は7月26日午前からの豪雨でダムが満杯（午前9時100 %、正午140 %）となって決壊の危険性があったため、管理する福岡県側はただし書き操作（氾濫を覚悟した緊急放流）を行うことを決断し、流域市町に通知して避難勧告が出された。結果的に正午ごろから雨が弱まったため緊急放流は見送られた。

### 佐賀県
7月26日、午前を中心に豪雨となり、7月24日からの降り始めからの総降水量が4地点で400ミリメートルを超える。これにより、佐賀市の巨勢川や金立川の堤防が約15メートルにわたって決壊するなど9河川・137か所の堤防決壊や護岸崩壊が発生した。道路においては国道・県道など216か所で法面などが崩壊。

### 長崎県
7月27日、佐世保市瀬戸越町での大規模ながけ崩れに伴い水道管3本が破裂して約1万7000世帯が断水。8月1日に断水が完全に復旧した。

## 影響

### 水産
河川から栄養分を含む雨水が有明海に流入した影響から、長崎県では、7月22日、島原半島沿岸の有明海南部で養殖ブリ約1万7000匹が死ぬ赤潮による漁業被害が発生。長崎市沖の橘湾東部においても7月6日・7月7日に赤潮が発生、7月26日に橘湾での拡大を確認した。
7月28日には、熊本県の測定地点全13か所でも赤潮発生の警報値を上回り、長崎県から熊本県に至る有明海沿岸や沖合いの八代海などの広範囲で19年ぶりに赤潮が確認された。天草市と上天草市の八代海では約1万3000匹の養殖ブリが死ぬ漁業被害が発生した。

### 鉄道
鉄道網は21日から22日にかけて山口県内全域で、24日に北部九州で運休が相次いだ。一部では施設の被害も発生しているが、基本的には雨量規制による運行見合わせであり、早急に復旧している。
西日本旅客鉄道（JR西日本）
山陽新幹線
7月21日 : 新山口駅 - 新下関駅。その後、広島駅 - 小倉駅に運休区間が広がる。158本運休。乗客約7万5500人に影響。
7月24日 : 博多駅 - 小倉駅。11本運休、乗客約1万9000人に影響。
山陽本線
7月22日 : 20本運休。
宇部線
7月22日 : 床波駅 - 丸尾駅で路盤が流失したことにより線路が陥没したため、新山口駅-宇部岬駅で運転見合わせ。41本が運休。
山陰本線など
7月21日 : やくも8号（出雲市駅 - 岡山駅）・スーパーおき2号（新山口駅 - 米子駅）など特急4本、快速1本、普通22本の27本が運休。特急12本、快速7本、普通4本の23本が部分運休。
九州旅客鉄道（JR九州）
久大本線
7月26日 : 特急2本運休、4本が部分運休。
日豊本線
7月26日 : 特急ソニックが上下線10本運休。
長崎本線
7月25日 : 特急かもめ（長崎駅‐博多駅）上下20本運休、12本が部分運休。
松浦鉄道（MR）
7月25日 : 全区間で55本が運休、5本が部分運休。
7月26日 : 全区間で78本が運休。

### 道路
中国自動車道・九州自動車道で崖崩れによる一時通行止めが相次いだほか、国道・県道などが各地で寸断されている。

#### 一般道路
一般道路では、大規模な崖崩れなどにより通行止めが相次いでいる。
広島県
国道375号
片側交互通行。
その他
上記国道以外、県道は7か所、市道15か所、主要農道5か所、その他農林道では、50か所以上通行止め・片側通行。
山口県
国道262号
7月21日 - 9月6日 : 山口市と防府市の間の一部区間で通行止め。周辺の交通に大きな影響を及ぼしたことから、西日本高速道路中国支社が国道の迂回路の確保を目的として、7月26日から山陽自動車道・防府西IC-中国自動車道・山口IC間（23.8 km）について通行料金の無料化を行っていた。対象は防府西IC⇔山口IC間のみを走行する車両で、この区間以外を含めて走行する場合や、途中の山口南ICでの流出・流入を伴う利用は対象外となり、この措置が国道の仮復旧まで行われていた。
国道434号
7月24日- : 岩国市において通行止め。
国道435号
7月27日 - 12月20日 : 山口市吉敷の山中で路面が長さ約70メートル、幅約6メートルにわたり約30メートル下に崩落。
その他
当初、上記国道を含む、国道・県道、65か所全面通行止め。8か所が片側交互通行。
福岡県
国道200号
7月26日 - 9月15日 : 飯塚市桑曲で大規模な土砂崩落が発生。8月13日より、国道200号が片側交互通行可能となった9月15日まで迂回路として有料バイパスである冷水道路の通行料金が無料化された。
国道385号
7月26日 - 9月11日 : 那珂川町内2か所の土砂崩れによって福岡県側が全面通行止め。
その他
上記国道以外、県道7か所が通行止め。
佐賀県
国道204号
唐津市湊町で法面崩壊により片側通行。
その他
上記国道以外、県道4か所で通行止め。特に、県道53号武雄伊万里線の赤穂山トンネル付近では大規模な地滑りが発生し、復旧には1年以上かかる見込み。

#### 高速道路
九州自動車道で崖崩れが発生しているほか、土砂流出などによる一時通行止めが相次いだ。
中国自動車道
7月21日 : 小月IC - 小郡ICが一時通行止め。
7月21日-7月25日 : 徳地IC - 山口JCTが土砂流出によって通行止め、本線開通後もしばらくは山口ICの出口ランプの閉鎖・制限が続いた。
山陽自動車道
7月21日 : 徳山東IC - 山口南ICが一時通行止め。宇部下関線は全区間が一時通行止め。
九州自動車道
7月24日 : 福岡IC - 太宰府ICが一時通行止め。一旦は開通。
7月26日-8月12日 : 崖崩れに伴い福岡IC - 太宰府IC間が通行止め。8月12日に通行止めは解除されたが、仮設防護柵設置によって速度制限を伴う暫定解除。
福岡高速道路（福岡都市高速道路）
7月24日 : 4号線粕屋出入口 - 福岡IC下り線が一時通行止め。
北九州都市高速道路
7月24日 : 全線で一時通行止め。
東九州自動車道
7月24日 : 北九州JCT - 苅田北九州空港ICが一時通行止め。

### 航空
広島西飛行場
7月21日 : 視界不良によって着陸が困難となったことから鹿児島とを結ぶ2便が欠航。58人に影響。
出雲空港
7月21日 : 2便が欠航、約40人に影響。
福岡空港
7月24日 : 視界不良と駐機場の冠水に伴う影響によって国内線35便が欠航。4便が目的地外着陸（ダイバート）する。
7月25日 : 9便が欠航

### イベント
各地でのイベントの中止や延期が相次ぐ。
7月21日
- 金鷲旗高校柔道大会（福岡県福岡市）の開会式に被災地域の高校を中心に64チームが参加できず。

7月25日
- 防府まつり（山口県防府市）の港まつりと総おどり大会が中止。
- あしや花火大会（福岡県芦屋町）が中止。
- 2009夏の夜のメルヘン花火大会（佐賀県佐賀市）が中止。

7月26日
- アクトビレッジおの主催の小野湖交流ボート大会（山口県宇部市）が中止。
- FNS26時間テレビの企画として予定されていた「フレンズ（つるの剛士&崎本大海）・羞恥心（野久保直樹・上地雄輔） 全国弾丸イベント」のうち、東平尾公園博多の森球技場/レベルファイブスタジアム（福岡県福岡市）での公演が中止。
- 戸畑祇園大山笠（福岡県北九州市戸畑区）で地域巡行の一部を中止。
- 直方山笠（福岡県直方市）で市内巡回を中止。
- いなつき山笠（福岡県嘉麻市）の追い山が中止。
- おおむた「大蛇山」まつり（福岡県大牟田市）の一部を中止・変更。
- 地域リーグ（九州サッカーリーグ）川副クラブの佐賀県総合運動場陸上競技場（佐賀県佐賀市）での主催サッカーゲームが8月15日・8月16日に延期。
- 国際渓流滝登りinななやま（佐賀県唐津市）が中止。
- 唐津湾イカダ大会（佐賀県唐津市）が8月2日に延期。
- 玄海町花火大会（佐賀県玄海町）が11月14日に延期。
- 太良町花火大会（佐賀県太良町）が中止。
- まつり鳥栖（佐賀県鳥栖市）が中止。

7月25日・26日
- 藤井フミヤや矢沢永吉・ユニコーンなどをゲストに迎え、海の中道海浜公園（福岡県福岡市）で予定されていたロックフェスティバル「HIGHER GROUND2009」の開催が中止。

## 行政の対応

### 政府
7月21日、15:00に情報連絡室設置。
7月22日、林防災担当大臣を団長とし、関係省庁からなる政府調査団を山口県へ派遣。
7月27日、林防災担当大臣を団長とし、関係省庁からなる政府調査団を福岡県へ派遣。

### 国土交通省
7月21日、照明車、排水ポンプ車等延べ49台を派遣。中国地方整備局は、災害情報の収集並びに災害支援に関する連絡調整を目的として、山口県土木建築部へリエゾンとして職員2名を派遣。
7月22日、緊急災害対策派遣隊（TEC-FORCE）を山口県等へ派遣（延べ61名）。

### 自衛隊
山口県関係
7月21日、山口県知事から災害派遣要請。
7月21日以降、捜索・救助活動給水支援活動（最大時15箇所、累計約1,487トン）入浴支援（山口市内1箇所、利用者累計約1,100名）等を実施。
7月30日、撤収要請（21:00）〔派遣規模〕人員 延べ約2,140名・車両 延べ約600両・航空機 延べ11機。
福岡県関係
7月24日、福岡県知事から北九州市小倉南区の紫川流域における孤立者の救助にかかる災害派遣要請。
7月25日、撤収要請（0:54）〔派遣規模〕 人員約70名・車両約20両。

### 消防
山口県関係
7月21日から28日にかけて山口県相互応援協定に基づき、下関市消防局、周南市消防本部、下松市消防本部の計19隊90名が別府市にて救助活動を実施。
7月21日から25日にかけて広域航空消防応援実施要綱に基づき、消防庁長官の求めにより北九州市消防局、福岡市消防局、愛媛県、岐阜県、長崎県、広島市消防局の消防防災ヘリコプターが山口県防府市等に出動し孤立者の救助活動実施し144名を救出（山口県消防防災ヘリの活動も含む）。
福岡県関係
7月26日、高速道路における消防相互応援協定に基づき、福岡市消防局、粕屋南部消防組合消防本部、筑紫野太宰府消防組合消防本部、春日・大野城・那珂川消防本部の計19隊83名九州縦貫自動車道土砂崩れ現場にて救助活動実施。

### 警察
7月22日、広島及び岡山両県警の広域緊急援助隊92名を山口県へ派遣、救出救助活動等を実施。
7月25日、香川県警の広域緊急援助隊32名を山口県へ派遣・捜索活動を実施。

## その他
- 大野城市の九州自動車道における土砂崩れで犠牲になった夫婦は、妻が熱気球・「AX-4」（サイズが通常の半分以下の1人乗り気球）による滞空時間の女子世界記録保持者であり、夫も国内大会で優勝するなど著名な熱気球パイロットであった[56]。これを受けて8月7日には北海道上士幌町の「北海道バルーンフェスティバル」で2人の姓を冠した追悼レースが開催されている[57]。